# Owain Doull
Owain Doull, né le 2 mai 1993 à Cardiff, est un coureur cycliste gallois, membre de l'équipe EF Education-EasyPost. Il est notamment champion olympique de poursuite par équipes en 2016, champion d'Europe de poursuite par équipes en 2013, 2014 et 2015.

## Biographie

### Jeunesse et carrière sur piste
Après avoir pratiqué d'autres sports, Owain Doull commence le cyclisme en 2005, au Maindy Flyers Cycling Club. En 2007, il rejoint le Cardiff Ajax Cycling Club et intègre le British Cycling Olympic Talent Programme, programme de détection de coureurs de 13 à 16 ans de la fédération britannique. Dans ce cadre, il court avec la Talent Team.
En 2010, il est intégré à l'Olympic Development Programme, autre programme de formation de la fédération britannique visant les coureurs de 16 à 18 ans. Évoluant en catégorie juniors, il rejoint l'équipe Hargroves Cycles, basée à Southampton. Il est cette année-là médaillé d'argent de la poursuite par équipes aux championnats du monde juniors à Montichiari, en battant avec ses coéquipiers le record de Grande-Bretagne de sa catégorie d'âge. Il est en outre champion de Grande-Bretagne de la course aux points, vice-champion de Grande-Bretagne et champion du pays de Galles sur route.
Dans la même catégorie en 2011, il obtient trois médailles lors des championnats d'Europe sur piste à Anadia au Portugal : l'or en poursuite par équipes, l'argent en poursuite individuelle et le bronze en omnium. Aux Jeux du Commonwealth de la jeunesse, où il représente le pays de Galles, il est deuxième de la course en ligne sur route et quatrième du contre-la-montre. Il conserve son titre de champion national de la course aux points juniors, et y ajoute celui de l'américaine. Il participe avec l'équipe de Grande-Bretagne aux épreuves juniors des championnats du monde sur route à Copenhague.
En 2012, Owain Doull devient champion de Grande-Bretagne de poursuite individuelle et par équipes. Il participe à sa première manche de Coupe du monde de cyclisme sur piste, à Pékin. En octobre, il rejoint l'Olympic Academy Programme des moins de 23 ans, à Manchester.

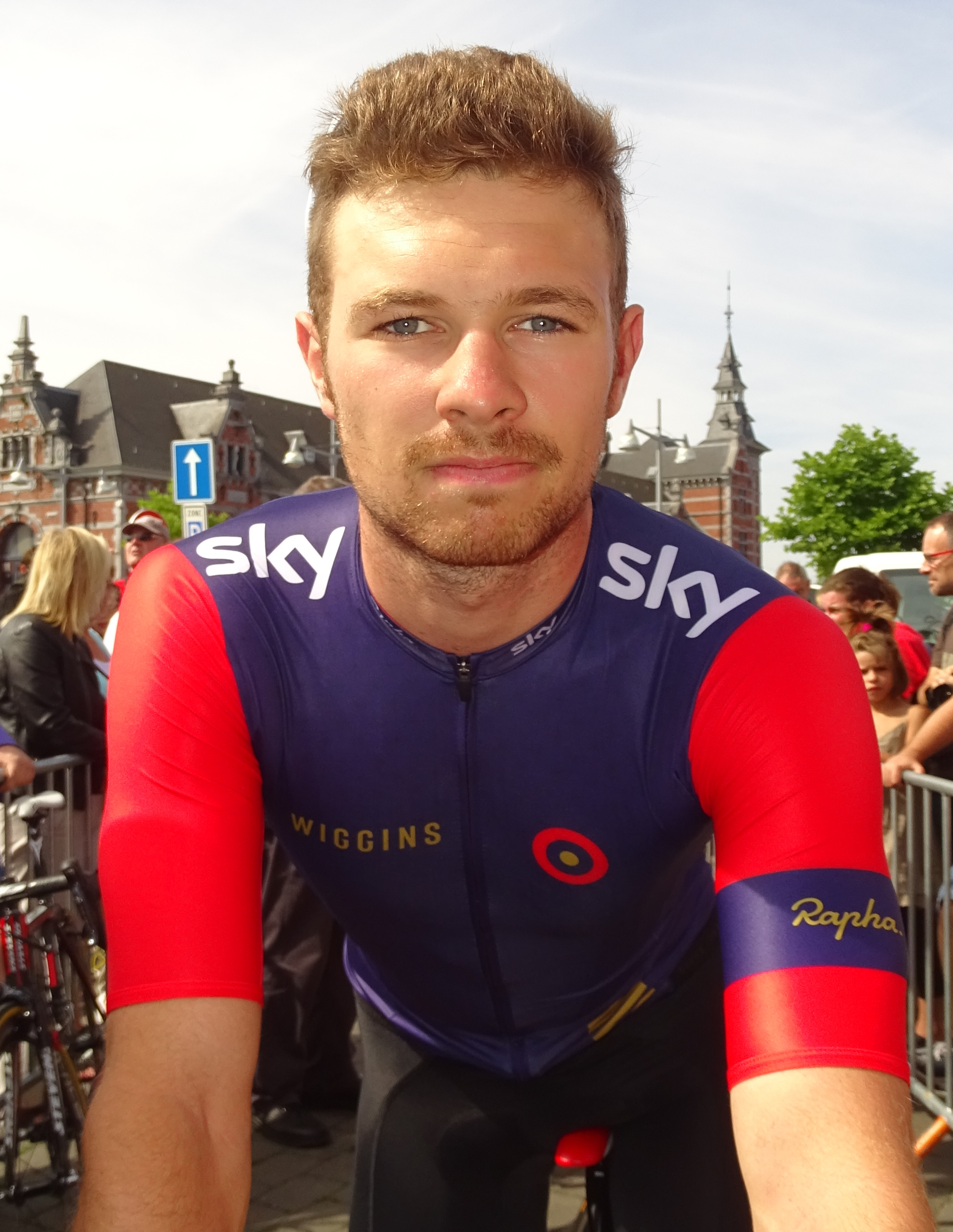
Owain Doull lors du départ du Grand Prix Pino Cerami 2015 à Saint-Ghislain.

En février 2013, il dispute ses premiers championnats du monde sur piste élites à Minsk. Il y obtient la cinquième place du scratch et la onzième de l'américaine, avec Simon Yates. Durant l'année, il court avec l'équipe de Grande-Bretagne espoirs sur route. Il dispute notamment des manches de la Coupe des Nations, dont le Tour de l'Avenir, le Tour de Grande-Bretagne, l'An Post Rás dont il gagne le classement par points, le championnats du monde sur route des moins de 23 ans. De retour sur piste, il est médaillé d'or de la poursuite par équipes élites aux championnats d'Europe, en octobre, avec Andrew Tennant et les champions du monde et olympiques Steven Burke et Edward Clancy.
Il est recruté par l'équipe continentale An Post-ChainReaction pour la saison 2014 et remporte le Triptyque des Monts et Châteaux au premier semestre avant d'obtenir une nouvelle médaille d'or en poursuite par équipes lors des Championnats d'Europe de cyclisme sur piste organisés à Baie-Mahault en Guadeloupe.
Owain Doull annonce avoir signé un contrat en faveur de l'équipe continentale professionnelle française Europcar pour l'année 2015 avant de se rétracter et de signer dans la nouvelle formation Wiggins. Fin 2015 il gagne le titre de champion d'Europe de poursuite par équipes associé à Bradley Wiggins, Jonathan Dibben et Andrew Tennant.
Il décroche à l'été 2016 aux Jeux olympiques de Rio, le titre olympique en poursuite par équipes, avec un nouveau record du monde en 3 min 50 s 265. Le record est battu deux ans plus tard par les Australiens aux Jeux du Commonwealth 2018 en 3 min 49 s 804.

### Arrivée chez Sky
Au mois d'août 2016, après les Jeux olympiques, il signe un contrat avec la formation Sky et décide de se concentrer sur le cyclisme sur route.
En 2017, il est nommé membre de l'Ordre de l'Empire britannique (MBE) lors des honneurs du nouvel an pour services rendus au cyclisme. La même année, il termine septième du Tour du Poitou-Charentes, remporte avec son équipe le classement général du Hammer Sportzone Limburg et remporte le bronze au championnat du monde du contre-la-montre par équipes.
L'année suivante, il est troisième du championnat de Grande-Bretagne sur route. En janvier 2019, il obtient plusieurs résultats, dont une victoire sur la troisième étape du Herald Sun Tour et une neuvième place sur la Cadel Evans Great Ocean Road Race.

## Palmarès sur piste

### Jeux olympiques
- Rio 2016
  -  Champion olympique de poursuite par équipes (avec Steven Burke, Edward Clancy, Bradley Wiggins)

### Championnats du monde
- Montichiari 2010
  -  Médaillé d'argent de la poursuite par équipes juniors
- Minsk 2013
  - 5e du scratch
  - 11e de l'américaine (avec Simon Yates)
- Cali 2014
  - 8e de la poursuite par équipes
  - 15e de la poursuite individuelle
  - 15e de l'américaine
- Saint-Quentin-en-Yvelines 2015
  -  Médaillé d'argent de la poursuite par équipes
  - 8e de l'américaine
- Londres 2016
  -  Médaillé d'argent de la poursuite par équipes
  - 4e de la poursuite individuelle

### Coupe du monde
- 2013-2014
  - 1er de la poursuite par équipes à Manchester (avec Steven Burke, Edward Clancy et Andrew Tennant)
  - 1er du scratch à Aguascalientes
  - 3e de la poursuite par équipes à Aguascalientes
- 2014-2015
  - 1er de l'américaine à Londres (avec Mark Christian)
  - 1er de la poursuite par équipes à Londres (avec Andrew Tennant, Mark Christian et Steven Burke)

### Championnats d'Europe
| Édition / Épreuve     | Poursuite individuelle | Poursuite par équipes                                                                      | Omnium |
| Anadia 2011 (juniors) | Argent                 | Or (avec Jonathan Dibben, Joshua Papworth et Samuel Lowe)                                  | Bronze |
| Apeldoorn 2013        |                        | Or (avec Steven Burke, Edward Clancy et Andrew Tennant)                                    |        |
| Baie-Mahault 2014     |                        | Or (avec Edward Clancy, Jonathan Dibben et Andrew Tennant)                                 |        |
| Granges 2015          |                        | Or (avec Bradley Wiggins, Jonathan Dibben, Andrew Tennant, Steven Burke et Matthew Gibson) |        |

### Championnats nationaux
- Champion de Grande-Bretagne de la course aux points juniors : 2010 et 2011
- Champion de Grande-Bretagne de l'américaine juniors : 2011 (avec Jon Dibben)
- Champion de Grande-Bretagne de poursuite : 2012

### Records
Owain Doull forme avec Steven Burke, Bradley Wiggins et Edward Clancy l'équipe britannique qui bat deux fois le record du monde de poursuite par équipes sur 4 km lors des Jeux olympiques de 2016 à Rio, en 3 min 50 s 570 au premier tour, puis 3 min 50 s 265 en finale. Le record du monde et olympique est jusqu'alors détenue par l'équipe britannique des Jeux de 2012, composée de Edward Clancy, Peter Kennaugh, Steven Burke et Geraint Thomas.

## Palmarès sur route

### Par années
| - 2010 - 2e du championnat de Grande-Bretagne sur route juniors - 2011 - 2e étape de l'Isle of Man Junior Tour - 5e étape du Tour du Pays de Galles juniors - 2012 - 2e du Beverley Grand Prix - 2013 - 2e de l'Omloop van de Braakman - 2014 - Triptyque des Monts et Châteaux : - Classement général - 3e étape - 2015 - Champion de Grande-Bretagne sur route espoirs - 3e et 4e étapes de la Flèche du Sud - 2e du championnat de Grande-Bretagne du contre-la-montre espoirs - 2e du Triptyque des Monts et Châteaux - 2e de la Côte picarde - 3e du Tour de Grande-Bretagne - 5e du championnat du monde du contre-la-montre espoirs | - 2017 - 3e du championnat du monde du contre-la-montre par équipes - 2018 - 3e du championnat de Grande-Bretagne sur route - 2019 - 3e étape du Herald Sun Tour - 2e de Kuurne-Bruxelles-Kuurne - 9e de la Cadel Evans Great Ocean Road Race - 2020 - 4e étape du Tour de La Provence - 2021 - 3e étape du Tour de Grande-Bretagne (contre-la-montre par équipes) |  |

### Résultats sur les grands tours

#### Tour de France
1 participation
- 2022 : 90e

#### Tour d'Italie
2 participations
- 2022 : abandon (7e étape)
- 2025 : 110e

#### Tour d'Espagne
2 participations
- 2019 : 70e
- 2024 : 118e

### Classements mondiaux
| Année                                 | 2013 | 2014 | 2015 | 2016  | 2017 | 2018 | 2019 | 2020 | 2021 | 2022 | 2023 |
| ------------------------------------- | ---- | ---- | ---- | ----- | ---- | ---- | ---- | ---- | ---- | ---- | ---- |
| UCI World Tour                        |      |      |      | nc    | 391e | 173e |      |      |      |      |      |
| Classement mondial                    |      |      |      | 2281e | 694e | 328e | 263e | 479e | 623e | 819e | 306e |
| UCI Europe Tour                       | 551e | 180e | 61e  | 1510e | 448e | 549e | 215e | 396e | 500e | 617e | nc   |
| UCI Asia Tour                         | nc   | nc   | nc   | nc    | nc   | 484e |      |      |      |      |      |
| UCI America Tour                      | nc   | nc   | 343e | nc    | nc   | nc   |      |      |      |      |      |
|                                       |      |      |      |       |      |      |      |      |      |      |      |
| Légende : nc = non classéSource : UCI |      |      |      |       |      |      |      |      |      |      |      |